# United Nations (groupe)
Pour les articles homonymes, voir United Nations.
United Nations est un supergroupe américain de punk hardcore, originaire de New York, dans l'État de New York. En raison de la nature du groupe, il est impossible de savoir qui est (ou a été) membre des United Nations. Les premières images promotionnelles du groupe montraient quatre artistes portant des masques de Ronald Reagan, et tous les contributeurs originaux étaient contractuellement obligés de rester anonymes. Le seul membre qui n'était pas sous contrat à l'époque était Geoff Rickly du groupe Thursday.

## Histoire

### Débuts (2005–2008)
L'idée du projet parallèle remonte au début des années 2000, mais ce n'est qu'en 2008 que United Nations a pris forme,. Geoff Rickly déclare que le groupe a commencé autour d'une tequila avec Daryl Palumbo. Au début du groupe, tous les membres, à l'exception de Rickly, étaient sous contrat avec d'autres labels et n'étaient pas légalement autorisés à travailler sur des projets publiés par un autre label, ce qui rendait difficile la connaissance du line-up officiel du groupe. [Cependant, certains membres de la formation originale du groupe ont été révélés par des interviews et des messages sur les médias sociaux, comme Daryl Palumbo,,, Jonah Bayer et Lukas Previn. Rickly étant le seul membre dont le groupe principal n'était pas sous contrat, son nom est le seul qui pouvait légalement apparaître dans les documents de presse. Des photos de presse du groupe publiées en 2008 montrent quatre artistes portant des masques de Ronald Reagan.
En 2008, le groupe déclare avoir enregistré suffisamment de matériel pour deux albums studio et deux EP qui sortiraient à un moment donné. Le groupe n'était pas certain que ces albums seraient les seuls publiés par le groupe, ou que le groupe se regrouperait pour enregistrer d'autres chansons.

### Premier album et EP (2008–2010)
United Nations sort son premier album éponyme le 9 septembre 2008, chez Eyeball Records. Le groupe était prêt à sortir l'album avec essentiellement la même photo de couverture que celle de l'emblématique Abbey Road des Beatles, à l'exception des Beatles engloutis dans les flammes et marchant vers la gauche plutôt que vers la droite. Lorsque les magasins ont commencé à refuser de vendre l'album, le pressage a été interrompu alors que 1 000 albums avaient déjà été produits. Ceux-ci sont vendus exclusivement sur la boutique en ligne d'Eyeball Records, et l'album est réédité plus tard avec une pochette différente. L'album connait un succès mineur et, bien qu'il ne soit pas entré dans le Billboard 200, il se classe à la 44e place du Billboard Independent Albums et à la 14e place du Billboard Top Heatseekers.
Le groupe ne fait aucune tournée pour soutenir l'album, mais donne une poignée de concerts répartis entre 2009 et 2010. United Nations donne son premier concert le 20 janvier 2009, le jour de l'investiture de Barack Obama. Ils jouent aux côtés d'Anti-Flag, Darkest Hour, Ruiner, et The A.K.A.s à Washington D.C.,. Le deuxième concert du groupe a lieu le 17 avril 2009, au festival Groezrock, en Belgique. Le troisième concert du groupe a eu lieu le 23 mai 2009,. Les autres dates de tournée connues incluent le 30 décembre 2009, le 15 janvier 2010,, et le 12 février 2010.
Le 23 juin 2010, United Nations sort Never Mind the Bombings, Here's Your Six Figures, un EP de quatre chansons en vinyle et en téléchargement numérique. On s'attendait à ce que l'EP soit confronté à des problèmes de droits d'auteur similaires à ceux du premier album du groupe, le titre et la pochette étant une parodie de l'album Never Mind the Bollocks, Here's the Sex Pistols des Sex Pistols.

### The Next Four Years(2013–2015)
Près de quatre ans après leur premier concert, United Nations se produit le 18 janvier 2013 au Saint Vitus Bar à Brooklyn, avec Primitive Weapons, Descender et Black Clouds. En octobre et novembre 2013, United Nations tourne dans l'est des États-Unis avec Pianos Become the Teeth et Circle Takes the Square. La formation pour cette tournée comprenait Rickly, Bayer, Previn, ainsi que David Haik et Zac Sewell, tous deux membres de Pianos Become the Teeth.
United Nations sort son deuxième album studio, The Next Four Years, le 14 juillet 2014, par l'intermédiaire de Temporary Residence Limited. La sortie de l'album est précédée d'un stream de Serious Business. Après la sortie de l'album, le groupe effectue une tournée aux États-Unis en août 2014. Avant le concert des United Nations à Brooklyn en août 2014, la sœur de Bayer et membre du casting de Saturday Night Live, Vanessa Bayer, monte sur scène et porte un toast au groupe.

### Stairway to Mar-a-Lago(2017)
Le 20 janvier 2017, les Nations unies publient le single Stairway to Mar-a-Lago sur Bandcamp, à un tarif préférentiel, pour coïncider avec (et protester contre) l'investiture du président américain Donald Trump. Les recettes sont reversées à Planned Parenthood et à l'ACLU. Le single présente notamment un nouveau vocaliste anonyme,.

## Discographie

### Albums studio
- 2008 : United nations
- 2014 : The Next Four Years

### EP
- 2010 : Never Mind the Bombings, Here's Your Six Figures
- 2013 : Illegal UN

### Single
- 2017 : Stairway to Mar-a-Lago